# Ben 10 (série télévisée d'animation, 2005)
Ne doit pas être confondu avec Ben 10 (série télévisée d'animation, 2016).
Pour les articles homonymes, voir Ben 10.
Ben 10: Alien Force
Ben 10 est une série d'animation américaine de 51 épisodes, créée par Duncan Rouleau (en), Joe Casey, Joe Kelly et Steven T. Seagle, initialement diffusée entre le 27 décembre 2005 et le 15 avril 2008 sur Cartoon Network aux États-Unis. La série met en scène les exploits d'un jeune garçon de 10 ans nommé Ben Tennyson, aidé d'un objet attaché à son poignet appelé Omnitrix le transformant en une variété d’extraterrestres. Les trois derniers épisodes ont été réunis en un téléfilm nommé Le Secret de l'Omnitrix.
La série se popularise rapidement auprès du public, évoluant ainsi en une franchise, et est nommée pour deux Emmy Awards. Plusieurs séries suivront : Ben 10: Alien Force en 2008, puis Ben 10: Ultimate Alien en 2010, et Ben 10: Omniverse en 2012. Enfin, elle fait l'objet d'un reboot éponyme en 2016.

## Synopsis
Ben Tennyson est un jeune garçon âgé de 10 ans rêvant de devenir un héros dans le but d'aider son prochain. En camping, pendant ses vacances d’été avec sa cousine Gwen qui est très mature et très intelligente et son grand-père Max, il découvre, dans une capsule de sauvetage spatiale écrasée sur Terre, un objet en forme de montre aux pouvoirs étranges, appelée Omnitrix, qui se fixe tout seul à son poignet. Dorénavant il peut, tout en gardant sa personnalité d'enfant, se transformer en dix extraterrestres différents aux pouvoirs surhumains. Mais cette étrange montre est convoité par de terribles extra-terrestres déterminés, notamment un seigneur galactique nommé Vilgax. Ainsi, le garçon se doit désormais de lutter contre des menaces bien plus dangereuses que de simples voleurs.

## Personnages
- Benjamin « Ben » Tennyson : le protagoniste de la série, âgé de 10 ans, porteur de l'Omnitrix, une puissante montre alien donnant le pouvoir de se transformer en différentes créatures extraterrestres. Ben est un petit garçon très actif et têtu qui n'écoute personne et se met parfois dans des situations périlleuses. Il utilise ses pouvoirs pour des fins personnelles, rarement dangereuses mais pas forcément louables. Heureusement pour lui, ses aliens le sortent de tous les problèmes qu'il rencontre. Néanmoins, il a bon cœur et est animé par un réel désir d'aider les autres.

- Gwendolyne « Gwen » Tennyson : la cousine de Ben. Bien qu'âgée de 10 ans elle aussi, Gwen est une surdouée particulièrement mûre pour son âge, en contraste avec l'attitude de son cousin. Elle a une relation complexe avec lui, tous deux se disputant constamment, mais n'hésitant pas à se porter secours l'un à l'autre en cas de besoin. Plus tard, elle développera des pouvoirs mentaux, ou plutôt la mana grâce à un livre de l'enchanteresse.

- Max Tennyson : le grand-père de Ben et Gwen, un homme de 60 ans (61 ans dans la quatrième saison) dont l'aspect bonhomme cache un ancien militaire aux talents inattendus. Grâce à son expérience, il partage les aventures de Ben et le soutient dans son combat contre le mal.

## Thèmes
L'essentiel de l'intrigue de la série est centrée sur l'Omnitrix, la « montre » qui s'est fixée au poignet de Ben. En réalité un artefact extra-terrestre unique qui constitue l'arme la plus puissante de l'univers, l'Omnitrix donne à son porteur la faculté d'alterner son propre code génétique, lui permettant de se transformer en différents extra-terrestres. Beaucoup d'espèces extra-terrestres détenant des facultés surhumaines qui leur sont uniques, l'Omnitrix donne ainsi un large arsenal de pouvoirs variés et puissants, presque tous les pouvoirs existant dans l'Univers en réalité. Du fait du potentiel de combat immense qu'elle détient par conséquent, l'Omnitrix est convoité par de nombreuses personnes, et beaucoup d'épisodes se centrent sur Ben devant échapper à ceux qui souhaitent lui arracher l'appareil du bras.
Pour simplifier l'utilisation, seuls dix aliens sont accessibles au début de la série :
- Sauvage (Wildmutt) : un alien au réflexe animal sans yeux... il est doté d'une ouïe fine et d'un puissant odorat.
- Quad (Four Arms) : un alien à quatre bras et une force considérable du haut de ses 3,50 m.
- Le Têtard gris (Grey Matter) : un alien très intelligent de 12 cm qui peut entrer dans les machines les plus complexes.
- AXLR (XLR8) : un alien kangourou-dinosaure très rapide qui peut dépasser les 500 km/h.
- Biotech (Upgrade) : un alien technologique qui peut fusionner avec n'importe quelle machine pour l'améliorer.
- Incassable (Diamondhead) : un alien de tédénite capable d'entailler ou transpercer toute matière, résistant à tout.
- La Mâchoire (Ripjaws) : un alien aquatique pouvant nager très vite et dont la morsure est terrible.
- Le Dard (Stinkfly) : alien insecte, il a un dard, des ailes et quatre yeux pouvant cracher un liquide collant verdâtre.
- Spectral (GhostFreak) : un alien fantôme: il peut traverser les murs, se rendre invisible et faire sortir de terrifiants tentacules de son ventre pour attraper ses ennemis et en faire ce qu'il veut.
- Inferno (Heatblast) : un alien solaire de feu, capable de créer et contrôler le feu.

## Production

### Développement
Ben 10 a été créé par « Man of Action » et produite chez Cartoon Network Studios. Man of Action est un groupe constitué des auteurs de comics Duncan Rouleau (en), Joe Casey, Joe Kelly, et Steven T. Seagle. Le groupe a travaillé sur le concept de Ben 10 approximativement trois ans avant sa diffusion sur la chaîne Cartoon Network. En développement, il a été initialement décidé que l'Omnitrix devait contenir les antagonistes de la série. Steven E. Gordon a réalisé les premiers épisodes de la série, en plus d'avoir réalisé les designs de l'Omnitrix et les noms des aliens. Le générique d'ouverture original, quant à lui, a été composé par Andy Sturmer (en) et chanté par Moxy.

### Épisodes
Ben 10 est initialement diffusée entre le 27 décembre 2005 et le 15 avril 2008 sur Cartoon Network aux États-Unis. La série totalise quatre saisons de 49 épisodes. En France, la série est diffusée sur Cartoon Network, sur France 3 le dimanche matin dans l'émission Bunny Tonic, puis dans F3X avec Batman, La Légion des Super-Héros et Teen Titans avant de se retrouver pour la 4e et ultime saison dans Bunny Tonic, une nouvelle émission Warner présentée par Bugs Bunny et rediffusé sur Toonami du 11 février 2016 au 17 janvier 2017. Il a également été diffusé au Québec sur Télétoon.

## Distribution

### Voix originales
- Tara Strong : Ben Tennyson, Biotech, BenLoup-Garou, Lucy Tennyson, Ken Tennyson, Sandra Tennyson, Gwen Tennyson adulte, Onde de Choc, Mrs. Fang, Edith
- Meagan Smith : Gwen Tennyson
- Paul Eiding : Max Tennyson
- Steven Blum : Inferno, Spectral, Vilgax
- Dee Bradley Baker : Le Dard, Visio, Sauvage, Cash Murray, Limax, Six Six, Haleine de Chacal, Robotic Lt., Carl Tennyson, Cracheur, Joel voix additionneles
- Richard Steven Horvitz (en) : Le Têtard Gris, Sublimino
- Richard McGonagle : Quad, Exo-Skull
- Fred Tatasciore : La Machoîre, Boulet de Canon, Géant, Ben 10,000
- Jim Ward : Incassable, AXLR, Végétal
- Jack Angel : Technorg
- Clancy Brown : Kenko
- Bettina Bush (en) : Kai Green
- Cathy Cavadini : Cooper
- Larry Cedar (en) : Howell Wainwright
- Rosalind Chao : Councilwoman Liang
- John Cygan : Abel North, Kane North
- Grey DeLisle : Gwen Inferno, Xylene, Camille Mann, Mrs. Mann
- John DiMaggio : Baron Highway, Vulkanus
- Michael Dorn : Dr Viktor, Benvicktor
- Jeff Doucette : Thumbskull
- Robin Atkin Downes : Jonah Melville
- Richard Doyle : Enoch, Mr. Jingles, Driscoll
- Walker Edmiston (en) : Marty
- Greg Ellis : Synaptek
- Kim Mai Guest : Pinky
- Dave Fennoy : Tetrax Shard
- Michael Gough : Lt. Steel
- Richard Green (en) : BenMomie
- Nicholas Guest (en) : Clancy
- Jennifer Hale : Rojo, Turbine
- Tom Kane : Ultimos, Donovan Grand Smith, Arctiguana
- John Kassir : Zombozo
- Josh Keaton : Tim Dean, Hector
- Jennifer Malenke : Missy
- Vanessa Marshall : Gwen Incassable, Gwen Quad, Tini, Gwen Boulet de Canon
- Robert Patrick : Phil
- Rob Paulsen : Duplico
- Khary Payton : Hex
- Bill Ratner (en) : Narrateur
- Michael Reisz (en) : Kevin 11 (1re voix)
- Neil Ross : Laurence Wainwright
- Charlie Schlatter : Kevin 11 (2e voix), Kevin 11,000, Devlin
- Dwight Schultz : Dr Animo
- Armin Shimerman : Slix Vigma
- Kath Soucie : Edwind Grand Smith
- Jason Spisak (en) : Gatorboy
- Cree Summer : Frightwig
- Kari Wahlgren : L'Enchanteresse
- B.J. Ward : Mère de Joel
- Billy West : Kraab
- Dave Wittenberg (en) : Gobe-Tout, Road Rage
- Keone Young : Ishyama

### Voix françaises
- Sauvane Delanoë : Ben Tennyson, Biotech
- Chantal Macé : Gwen Tennyson, Gwen Tennyson adulte (ép.46)
- Marc Alfos : Max Tennyson
- Barbara Beretta : Kevin 11 (1re voix), Rojo (1re voix), L'Enchanteresse, Myaxx, Gwen adulte (ép. 27), Kai Green
- Thierry Murzeau : Quad, Vilgax, Enoch (1re voix), Incassable(1re voix), Boulet de Canon, Dr Vicktor, le Roi Éternel, Tetrax (1re voix), Zombozo
- Jean-Claude Donda : Sublimino, Donovan Grand Smith, Mr Carillon
- Brigitte Lecordier : Gilbert, Edwin
- Marc Perez : le Dard, le Tétard gris, Kevin 11 (voix principale), Ultimos, Gobe-Tout
- Michel Vigné : Dr Animo, Wes Green, Vance Vetteroy
- Pascal Massix : Inferno, Incassable (2e voix), Hex, Clancy, Enoch (2e voix), Kevin adulte, la Mâchoire, Barre à Mine, Vulkanus
- Emmanuel Beckermann : Spectral, AXLR, Haleine de Chacal
- Donald Reignoux : Hector, Joel
- Odile Schmitt : JT, Xylene, Devlin, Cooper
- Vincent Ropion : Ben 10 000, Carl Tennyson
- Jean-François Aupied : Phil, le lieutenant Steel
- Tanguy Goasdoué : Howell Wainwright
- Patrick Osmond : Kangourou Commando (ép. 33)
- Alexis Tomassian : grand-père Max rajeuni (ép. 42)

## Médias

### Films
Jusqu'à présent, quatre films de Ben 10 ont été réalisés. 
Le premier est un long-métrage d'animation, dont il nous est offert trois débuts alternatifs entre rouge, bleu et or, qui s'intitule Le Secret de l'Omnitrix (différent du tout premier épisode de la série). Cela ressemblait à une journée typique pour le jeune Ben Tennyson, 10 ans : se transformer en héros, alien, vaincre un méchant et maintenir l'équilibre entre le bien et le mal dans l'univers. Cependant, quand Ben programma accidentellement l'Omnitrix, sa montre lui permettant de se transformer, pour exploser, une journée typique se transforma alors en une course à travers la galaxie pour trouver le créateur de la fameuse montre avant qu'elle n'efface tout le système solaire ! Le film est commercialisé sous format DVD le 3 octobre 2012 en France.
Le second, Ben 10 : Course contre la montre, un film live, est diffusé aux États-Unis. Le scénariste a voulu faire un film inspiré des X-Men, c'est-à-dire adapté à tous les âges plutôt qu'uniquement aux enfants ; le film est donc très proche de l'univers du DA, mais plus réaliste[réf. nécessaire]. Dans ce film, trois invités spéciaux sont présents : Lee Majors joue le rôle de grand-père Max, Robert Picardo dans le rôle du directeur de l'école de la ville natale des protagonistes, et Haley Ramm, jouant dans X-Men : L'Affrontement final, dans le rôle de Gwen. Dans cette aventure, un mystérieux alien se téléporte à Bellwood. Ben Tennyson, l'affronte sous la forme de Heatblast. Apparemment vaincu, l'alien est identifié comme étant Eon, capturé par les Plumbers deux siècles plus tôt. Son arrivée sur Terre annonce une invasion... Durant sa première diffusion nord-américaine, la série atteint une audience recensant de 4 millions de téléspectateurs. Le film est par la suite diffusé en France le 12 avril 2008 sur Cartoon Network, et sur France 3 le mardi 11 novembre 2008 dans l'émission Bunny Tonic[réf. nécessaire]. 
Le troisième, Ben 10 : Alien Swarm est également un film en live-action. Dans ce film, le monde est menacé par une invasion d'Aliens. Et seul un héros est assez courageux, intelligent et fort pour les combattre : Ben Tennyson ! Mais quand ce dernier fait équipe avec un marginal, il se sépare de Gwen, Kevin et Max et risque de perdre face à l'ennemi le plus fort qu'il ait jamais eu à affronter...
Enfin pour son quatrième film, Ben 10 : Destruction Alien, Cartoon Network a choisi d'utiliser des images de synthèse pour la réalisation. Cette approche permet plus de fluidité, mais modifie le caractère design des personnages de la série originale, ce qui ne rend pas hommage à la série, surtout avec certains environnements. L'histoire se déroule au retour des vacances d'été de Ben 10 où la vie doit reprendre son cours, bien difficilement. Humilié par son professeur, harcelé par des petites brutes, puni par ses parents et maudit par un Omnitrix dysfonctionnant, Ben s'empare d'une opportunité qui lui permettrait de tout lâcher et part explorer la galaxie avec son copain Tetrax. Mais il se retrouve très vite renvoyé sur Terre sous l'aspect d'un alien et il rencontre alors un guerrier qui a pour unique but de détruire tous les aliens...

### Suite
Une suite de la série Ben 10, originellement intitulée Ben 10: Heros Generation, puis renommée Ben 10: Alien Force, est pour la première fois diffusée le 18 avril 2008 aux États-Unis. Cette série, qui se déroule cinq ans après la première, présente Ben cette fois âgé de quinze ans, et Gwen dotée de plus puissants pouvoirs magiques et dix nouveaux extra-terrestres sur l'Omnitrix dès la première saison. De nouveaux personnages sont également présents, ainsi que d'anciens, comme Kevin ou Vulkanus, ont également fait leur retour. Cependant, cette suite prend un ton un peu plus sérieux et plus réaliste, qui la rapproche davantage d'une série pour adolescents : des personnages meurent, et ce de façon plus concrète que dans la première série ; la série se déroule désormais surtout de nuit, et des blessures plus importantes que de simples bleus sont parfois vues, même si elles sont en fin de compte surtout là pour mettre en valeur les capacités de régénération de certains nouveaux aliens. Cette suite a reçu un accueil très varié de la part des fans : certains ont critiqué la série comme s'écartant trop de la précédente, tandis que d'autres ont apprécié les évolutions et les changements.

## DVD
L'intégralité des épisodes est sortie sur le support DVD en France.
- Ben 10, saison 1 volume 1 (DVD-9 Keep Case) sorti le 9 avril 2009 édité par Cartoon Network et distribué par Warner Home Vidéo France. Le ratio écran est en 1.33:1 plein écran 4:3. L'audio est en Français, Anglais, Néerlandais, Allemand et Italien 2.0 Dolby Digital avec présence de sous-titres français. Les 5 premiers épisodes sont présents : Le secret de l'Omnitrix, Nos amis les bêtes, Le monstre du lac, Les retraités, La Traque. Il s'agit d'une édition zone 2 pal[12].

- Ben 10, saison 1 volume 2 (DVD-9 Keep Case) sorti le 10 juin 2009 édité par Cartoon Network et distribué par Warner Home Vidéo France. Le ratio écran est en 1.33:1 plein écran 4:3. L'audio est en Français, Anglais, Néerlandais, Allemand et Italien 2.0 Dolby Digital avec présence de sous-titres français. Les 4 épisodes suivants sont présents : Surtension, Kevin 11, L'alliance et La dernière blague. Il s'agit d'une édition zone 2 pal[13].

- Ben 10, saison 1 volume 3 (DVD-9 Keep Case) sorti le 28 octobre 2009 édité par Cartoon Network et distribué par Warner Home Vidéo France. Le ratio écran est en 1.33:1 plein écran 4:3. L'audio est en Français, Anglais, Néerlandais, Allemand et Italien 2.0 Dolby Digital avec présence de sous-titres français. Les 4 derniers épisodes sont présents : Une fille chanceuse, Un problème de taille, Effets secondaires et Les secrets. Il s'agit d'une édition zone 2 pal[14].

- Ben 10, intégrale saison 1 (3 DVD-9 coffret) sorti le 21 octobre 2009 avec les mêmes caractéristiques techniques que les DVD à l'unité[15].

- Ben 10, saison 2 volume 1 (DVD-9 Keep Case) sorti le 28 octobre 2009 édité par Cartoon Network et distribué par Warner Home Vidéo France. Le ratio écran est en 1.33:1 plein écran 4:3. L'audio est en Français, Anglais, Néerlandais, Allemand et Italien 2.0 Dolby Digital avec présence de sous-titres français. Les 5 premiers épisodes sont présents : La vérité sur Grand Père Max, La tique géante, Dédoublement, Gwen 10 et Les gladiateurs. Il s'agit d'une édition zone 2 pal[16].

- Ben 10, saison 2 volume 2 (DVD-9 Keep Case) sorti le 6 janvier 2010 édité par Cartoon Network et distribué par Warner Home Vidéo France. Le ratio écran est en 1.33:1 plein écran 4:3. L'audio est en Français, Anglais, Néerlandais, Allemand et Italien 2.0 Dolby Digital avec présence de sous-titres français. Les 4 épisodes suivants sont présents : Un coup de chance, Dr Animo et le rayon mutant, Hanté par un spectre et Double vengeance. Il s'agit d'une édition zone 2 pal[17].

- Ben 10, saison 2 volume 3 (DVD-9 Keep Case) sorti le 6 janvier 2010 édité par Cartoon Network et distribué par Warner Home Vidéo France. Le ratio écran est en 1.33:1 plein écran 4:3. L'audio est en Français, Anglais, Néerlandais, Allemand et Italien 2.0 Dolby Digital avec présence de sous-titres français. Les 4 derniers suivants sont présents : La confrérie galactique, Champignons en folie, L'arme suprême et Le triangle des Bermudes. Il s'agit d'une édition zone 2 pal[18].

- Ben 10, intégrale saison 2 (3 DVD-9 coffret) sorti le 13 juillet 2010 avec les mêmes caractéristiques techniques que les DVD à l'unité[19].

- Ben 10, saison 3 volume 1 (DVD-9 Keep Case) sorti le 7 avril 2010 édité par Cartoon Network et distribué par Warner Home Vidéo France. Le ratio écran est en 1.33:1 plein écran 4:3. L'audio est en Français, Anglais, Néerlandais, Allemand et Italien 2.0 Dolby Digital avec présence de sous-titres français, néerlandais et italien. Les 5 premiers épisodes sont présents : Les douze coups de minuit, Retour dans le futur, Changer de tête, Joyeux Noël et Ben loup-garou. Il s'agit d'une édition zone 2 pal[20].

- Ben 10, saison 3 volume 2 (DVD-9 Keep Case) sorti le 7 avril 2010 édité par Cartoon Network et distribué par Warner Home Vidéo France. Le ratio écran est en 1.33:1 plein écran 4:3. L'audio est en Français, Anglais, Néerlandais, Allemand et Italien 2.0 Dolby Digital avec présence de sous-titres français, néerlandais et italien. Les 4 épisodes suivants sont présents : Partie terminée, Un temps pourri, Les aventures de la ligue des super-héros, le secret de la Momie. Il s'agit d'une édition zone 2 pal[21].

- Ben 10, saison 3 volume 3 (DVD-9 Keep Case) sorti le 7 avril 2010 édité par Cartoon Network et distribué par Warner Home Vidéo France. Le ratio écran est en 1.33:1 plein écran 4:3. L'audio est en Français, Anglais, Néerlandais, Allemand et Italien 2.0 Dolby Digital avec présence de sous-titres français, néerlandais et italien. Les 4 derniers épisodes sont présents : Une équipe hors du commun, le retour de Spectral et Ambiance glaciale. Il s'agit d'une édition zone 2 pal[22].

- Ben 10, intégrale saison 3 (3 DVD-9 coffret) sorti le 13 juillet 2010 avec les mêmes caractéristiques techniques que les DVD à l'unité[23].

- Ben 10, saison 4 volume 1 (DVD-9 Keep Case) sorti le 23 juin 2010 édité par Cartoon Network et distribué par Warner Home Vidéo France. Le ratio écran est en 1.33:1 plein écran 4:3. L'audio est en Français, Anglais, Néerlandais, Allemand et Italien 2.0 Dolby Digital avec présence de sous-titres français, néerlandais et italien. Les 5 premiers épisodes sont présents : Le secret de l'Omnitrix, première partie, Le secret de l'Omnitrix, deuxième partie, Le secret de l'Omnitrix, troisième partie, Une journée parfaite et La désunion fait la force. Il s'agit d'une édition zone 2 pal[24].

- Ben 10, saison 4 volume 2 (DVD-9 Keep Case) sorti le 23 juin 2010 édité par Cartoon Network et distribué par Warner Home Vidéo France. Le ratio écran est en 1.33:1 plein écran 4:3. L'audio est en Français, Anglais, Néerlandais, Allemand et Italien 2.0 Dolby Digital avec présence de sous-titres français, néerlandais et italien. Les 4 épisodes suivants sont présents : Eau non potable, Quand les aliens se marient, Les pirates de la route et Catcheurs professionnels. Il s'agit d'une édition zone 2 pal[25].

- Ben 10, saison 4 volume 3 (DVD-9 Keep Case) sorti le 23 juin 2010 édité par Cartoon Network et distribué par Warner Home Vidéo France. Le ratio écran est en 1.33:1 plein écran 4:3. L'audio est en Français, Anglais, Néerlandais, Allemand et Italien 2.0 Dolby Digital avec présence de sous-titres français, néerlandais et italien. Les 4 derniers épisodes sont présents : Ken 10, Au revoir et bon débarras, Ben contre la puissance dix négative, première partie et Ben contre la puissance dix négative, deuxième partie. Il s'agit d'une édition zone 2 pal[26].

- Ben 10, intégrale saison 4 (3 DVD-9 coffret) sorti le 23 juin 2010 avec les mêmes caractéristiques techniques que les DVD à l'unité[27].

- Ben 10, intégrale 1 à 4 (12 DVD-9 coffret) sorti le 3 octobre 2012 avec les mêmes caractéristiques techniques que les DVD à l'unité[28].